# Internazionali di Tennis di Baviera 1986
Gli Internazionali di Tennis di Baviera 1986 sono stati un torneo di tennis giocato sulla terra rossa. È stata la 71ª edizione del torneo, facente parte del Nabisco Grand Prix 1986. Si è giocato a Monaco di Baviera in Germania, dal 5 al 12 maggio 1986.

## Campioni

### Singolare
Emilio Sánchez ha battuto in finale  Ricki Osterthun con il punteggio di 6–1, 6–3

### Doppio
Sergio Casal /  Emilio Sánchez hanno battuto in finale  Broderick Dyke /  Wally Masur con il punteggio di 6–3, 4–6, 6–4